# Los Cinco Señores (Villalpando)
Los cinco Señores es un óleo de Cristóbal de Villalpando pintado entre 1705 y 1714, que se conserva en el Museo Soumaya de la Ciudad de México.

## Contexto
Cristóbal de Villalpando probablemente fue alumno de Baltasar de Echave Rioja y Pedro Ramírez. Hizo muchos trabajos para la sociedad religiosa, lo cual lo llevó a que se le considerara un gran artista, tanto que hizo los murales en la Sacristía Mayor de la Catedral Metropolitana.

## Descripción
En esta obra clásica del barroco novohispano se muestra a la Sagrada Familia con santa Ana (madre de María) y san Joaquín (padre de María) sobre un tapete con flores blancas. Arriba de ellos se puede observar al Espíritu Santo y a Dios Padre testificando la escena.